# Aske (EP)
Aske (cendra en noruec) és un EP de la banda de black metal noruec Burzum. Va ser grabat entre abril i agost de 1992, publicat el març de 1993 a través de Deathlike Silence Productions, la discogràfica d'Øystein Aarseth "Euronymous", guitarrista i líder de la banda Mayhem. Tot i que Aske es va grabar posteriorment a Det Som Engang Var, el segon àlbum de la banda, Aske es va publicar abans que aquest últim.
La portada de l'àlbum és una fotografia en blanc i negre de l'església de Fantoft en cendres, que es creu que va ser incinerada per Varg Vikernes, l'únic integrant de la banda.
Samoth, baixista d'Emperor, col·labora en l'àlbum tocant el baix en algunes de les cançons.

## Llistat de cançons
Totes les cançons escrites i compostes per Varg Vikernes.
Cara A: Hate
1. Stemmen Fra Tårnet - 6:09
2. Dominus Sathanas - 3:02

Cara B: Winter
1. A Lost Forgotten Sad Spirit - 10:51

## Crèdits
- Count Grishnackh (Varg Vikernes): Veus, guitarres, baix (al tema "Dominus Sathanas"), bateria i producció.
- Samoth: Baix als temes "Stemmen Fra Tårnet" i "A Lost Forgotten Sad Spirit"
- Pytten (Eirik Hundvin): Producció i masterització